# R'Bonney Gabriel
R'Bonney Nola Gabriel, född 20 mars 1994 i Houston, är en amerikansk modell och skönhetsdrottning. Hon vann Miss Universum 2022 i New Orleans i Louisiana. Hon har tidigare vunnit Miss Texas USA 2022 och Miss USA 2022.

## Biografi
Gabriel föddes i Houston, Texas av en filippinsk far, Remigio Bonzon "R. Bon" Gabriel, och en amerikansk mamma, Dana Walker. Hon har tre äldre bröder. Hennes far är född i Filippinerna och kommer ursprungligen från Manila. Han immigrerade till staten Washington vid 25 års ålder och fortsatte med sin doktorsexamen i psykologi vid University of Southern California. Hennes mamma är från Beaumont, Texas.
Gabriel tog examen från University of North Texas med en kandidatexamen i modedesign med ett biämne i fibrer. Hon arbetar nu som designer och skapar miljövänliga kläder och som modell.